# Lukas Pfaff
Pour les articles homonymes, voir Pfaff.
Lukas Pfaff né le 15 août 1996, est un joueur allemand de hockey sur gazon.

## Carrière
Il a été appelé en équipe première pour concourir à la Ligue professionnelle 2021-2022.

## Palmarès
- : 3e à l'Euro U21 en 2017